# Victoria & Abdul
Victoria & Abdul (pt: Vitória & Abdul / bra: Victoria e Abdul - O Confidente da Rainha) é um filme britânico de 2017 do gênero drama histórico-biográfico, dirigido por Stephen Frears. O roteiro é de Lee Hall baseado no livro Victoria & Abdul – The Extraordinary True Story of the Queen’s Closest Confidant da jornalista Shrabani Basu, sobre a relação na vida real entre a Rainha Vitória do Reino Unido e seu servo muçulmano indiano Abdul Karim.
Estrelado por Ali Fazal, Judi Dench, Michael Gambon, Eddie Izzard, Tim Pigott-Smith e Adeel Akhtar, estreou no Festival Internacional de Cinema de Veneza em 3 de setembro de 2017. O filme foi lançado nos cinemas em 15 de setembro de 2017 no Reino Unido. Ele arrecadou mais de US$ 65 milhões em todo o mundo.
O filme foi indicado para Melhor Figurino e Melhor Maquiagem e Penteado no 90º Oscar, e Melhor Atriz em Filme - Musical ou Comédia (para Dench) no 75º Globo de Ouro.

## Enredo
Abdul Karim, um jovem escriturário da Índia britânica, é instruído a viajar para a Grã-Bretanha para o Jubileu de Ouro da Rainha Vitória em 1887 para presentear-lhe com um mohur, uma moeda de ouro cunhada como um símbolo de reconhecimento da Índia governada pelos britânicos. Abdul vem de uma família muçulmana que fala o urdu na Índia.
A rainha, solitária e cansada de seus bajuladores cortesãos, desenvolve um interesse e depois uma amizade com Abdul. Ela passa um tempo sozinha com ele e lhe dá um medalhão enfeitado com joias com sua fotografia. Ela o promove como seu Munshi e pede que ele lhe ensine Urdu e o Alcorão. Quando Victoria descobre que ele é casado, ela o faz trazer sua esposa para a Inglaterra. Sua esposa e sua sogra usam burcas pretas, para grande consternação da casa - e fascínio de Victoria.
À medida que o interesse de Vitória pela Índia cresce, ela constrói o Durbar Room em sua casa na Ilha de Wight, Osborne House, para funções de Estado. É elaborada e primorosamente decorada, com um tapete de Agra, retratos formais de indianos renomados, uma réplica do Trono do Pavão e esculturas de Bhai Ram Singh.
Embora Vitória trate Abdul como um filho, sua preferência é ressentida por sua família e seu círculo íntimo, incluindo seu filho, Bertie, e o primeiro-ministro. A família planeja minar seu relacionamento, esperando que Abdul seja mandado para casa. Quando Vitória se envergonha de contar ao tribunal o relato unilateral de Abdul sobre a rebelião indiana de 1857, a fé e a confiança de Victoria nele são abaladas. Ela decide que ele deve voltar para a Índia, mas logo muda de ideia e pede que ele fique.
O primeiro-ministro insiste em que a casa real deve se livrar de Abdul. Eles pesquisam a história de sua família na Índia e apresentam a Victoria um dossiê mostrando que sua família é mais comum e pobre do que Abdul afirmava. Quando Vitória insiste que seu médico examine Abdul para saber por que sua esposa não engravidou, ele descobre que Abdul está com gonorréia. Ele espera que a rainha vá demitir Abdul em desgosto, mas Vitória permanece leal a ele e admoesta seus cortesãos por conspirarem contra ele. Ela anuncia sua intenção de dar a Abdul o título de cavaleiro.
Eventualmente, toda a corte decide que Victoria deve romper com Abdul. Do contrário, todos eles se demitirão e certificarão Vitória como louca. Quando Vitória é informada, ela chama toda a família com raiva e exige que qualquer um que queira renunciar dê um passo à frente. Quando ninguém o faz, ela diz que decidiu não fazer de Abdul um cavaleiro. Em vez disso, ela o incluirá em sua próxima lista de honras como Comandante da Real Ordem Vitoriana.
Quando Vitória fica doente, ela pede a Abdul que volte para a Índia enquanto ela ainda pode protegê-lo e avisa que a corte se voltará contra ele após sua morte; Abdul insiste que ficará até a morte de Vitória. Em 1901, Vitória morre, e seu filho, Bertie, agora Eduardo VII, rejeita Abdul, queimando todos os presentes e papéis da Rainha e enviando-o com sua família de volta para a Índia. A esposa de Abdul salva o medalhão que Vitória deu a ele.
É revelado que Abdul viveu na Índia até sua morte oito anos depois, em 1909. O filme termina com Abdul ajoelhado diante de uma grande estátua da Rainha Vitória perto do Taj Mahal, conversando com ela e beijando seus pés em respeito.

## Elenco
- Ali Fazal como Abdul Karim
- Judi Dench como Rainha Vitória
- Tim Pigott-Smith como Sir Henry Ponsonby
- Eddie Izzard como Alberto, Príncipe de Gales
- Adeel Akhtar como Mohammad Bakhsh
- Michael Gambon como o primeiro-ministro Robert Gascoyne-Cecil, 3.º Marquês de Salisbury
- Paul Higgins como Sir James Reid, 1º Baronete
- Olivia Williams como Jane Spencer, Baronesa Churchill
- Fenella Woolgar como Harriet Phipps
- Julian Wadham como Alick Yorke
- Robin Soans como Arthur Bigge, 1º Barão Stamfordham
- Simon Callow como Giacomo Puccini
- Simon Paisley Day como Sr. Tyler
- Amani Zardoe como Princesa Helena do Reino Unido
- Sophie Trott como Sofia da Prússia
- Penny Ryder como Sofia dos Países Baixos
- Joe Caffrey como Sous Chef
- Tim McMullan como Tailor
- Jonathan Harden como Guilherme II da Alemanha
- John Rowe como Head Waiter

## Produção
Em 17 de junho de 2016, foi noticiado que Judi Dench faria a Rainha Vitória em Victoria & Abdul, um filme baseado no livro homônimo de Shrabani Basu. Stephen Frears foi definido para dirigir. Dench também interpretou Vitória no filme de 1997, Mrs Brown. Em 5 de agosto de 2016, foi anunciado que Ali Fazal interpretaria o confidente de Vitória, Abdul Karim, enquanto o filme seria co-produzido pela Working Title Films e pela BBC Films, e co-financiado pela BBC e Focus Features. A Focus também lida com os direitos de distribuição nos EUA, enquanto a Universal Pictures International lida com todos os outros países. O roteiro foi escrito por Lee Hall, e os produtores são Beeban Kidron, Tracey Seaward, Tim Bevan e Eric Fellner, enquanto o outro elenco inclui Eddie Izzard, Michael Gambon, Tim Pigott-Smith e Adeel Akhtar.
As principais fotografias do filme começaram em 15 de setembro de 2016, na antiga residência real de Vitória, Osborne House, na Ilha de Wight, no Reino Unido.
Os figurinos da produção estiveram em exibição na Osborne House, de 24 de julho a 30 de setembro de 2017. Para capitalizar sobre o interesse renovado em Vitória decorrente tanto do filme quanto da série de televisão Victoria da ITV, o Conselho de Turismo da Ilha de Wight criou uma 'Trilha da Ilha de Victoria' incentivando os turistas a visitar os principais locais da ilha de conexões com a Rainha.
A produção também foi filmada no The Chatham Historic Dockyard, Kent em HMS Gannet e no cais adjacente ao navio.

## Recepção
No site do agregador de resenhas Rotten Tomatoes, o filme tem uma taxa de aprovação de 65% com base em 197 resenhas, com uma classificação média de 6,14/10. O consenso crítico do site diz: "Victoria & Abdul reúne Dame Judi Dench com o papel da Rainha Vitória - que é tudo o que o drama de época precisa para superar sua narrativa desequilibrada." No Metacritic, o filme tem uma pontuação média ponderada de 58 de 100, com base em 34 críticos, indicando "críticas mistas ou médias".
Em Women's Voices for Change, Alexandra MacAaron, que avaliou o filme em oito de dez, escreveu que "a segunda reviravolta de Judi Dench digna do Oscar como Rainha Vitória é um retrato comovente do poder decadente e da conexão humana." A resposta de Christopher Orr. de The Atlantic foi positivo, e ele escreveu "Victoria & Abdul vale a pena ver pela atuação magistral de Dench e pelo toque leve, mas seguro do diretor Frears. Só não confunda isso com a história real."
Escrevendo para o The Independent, Amrou Al-Kadhi foi altamente crítico: "Filmes como Victoria e Abdul buscam absolver nosso comportamento bárbaro em países colonizados." Ele criticou o personagem de Abdul, que é mostrado beijando os pés da Rainha Victoria e expressando gratidão por estar entre o "glorioso povo" do Império Britânico.
No Daily Express, o crítico Andy Lea classificou o filme em dois de cinco, descrevendo o personagem de Abdul como "desapontadoramente servil" e criticando o enredo como "material decente para uma farsa arrasadora", mas elogiando Dench como "previsivelmente brilhante". Em sua crítica de 4 em 4, Rex Reed no New York Observer escreveu: "Judi Dench dá uma atuação majestosa e comovente" e, elogiando o roteiro e a direção, ele disse que "cada cena é linda de se olhar em, todas as tomadas são magnificamente detalhadas e ricamente enquadradas. E as performances exemplares são as melhores que existem nos filmes de hoje."